# Norris (Caroline du Sud)
Pour les articles homonymes, voir Norris.
Norris est une ville située dans le comté de Pickens, dans l’État de Caroline du Sud, aux États-Unis. Lors du recensement de 2020, elle comptait 741 habitants.